# Caló des Parral
Caló des Parral ist eine kleine Bucht mit einem Kieselstrand im Nordosten der Baleareninsel Mallorca. Sie befindet sich sieben Kilometer nordwestlich der Kleinstadt Artà.

## Lage und Beschreibung

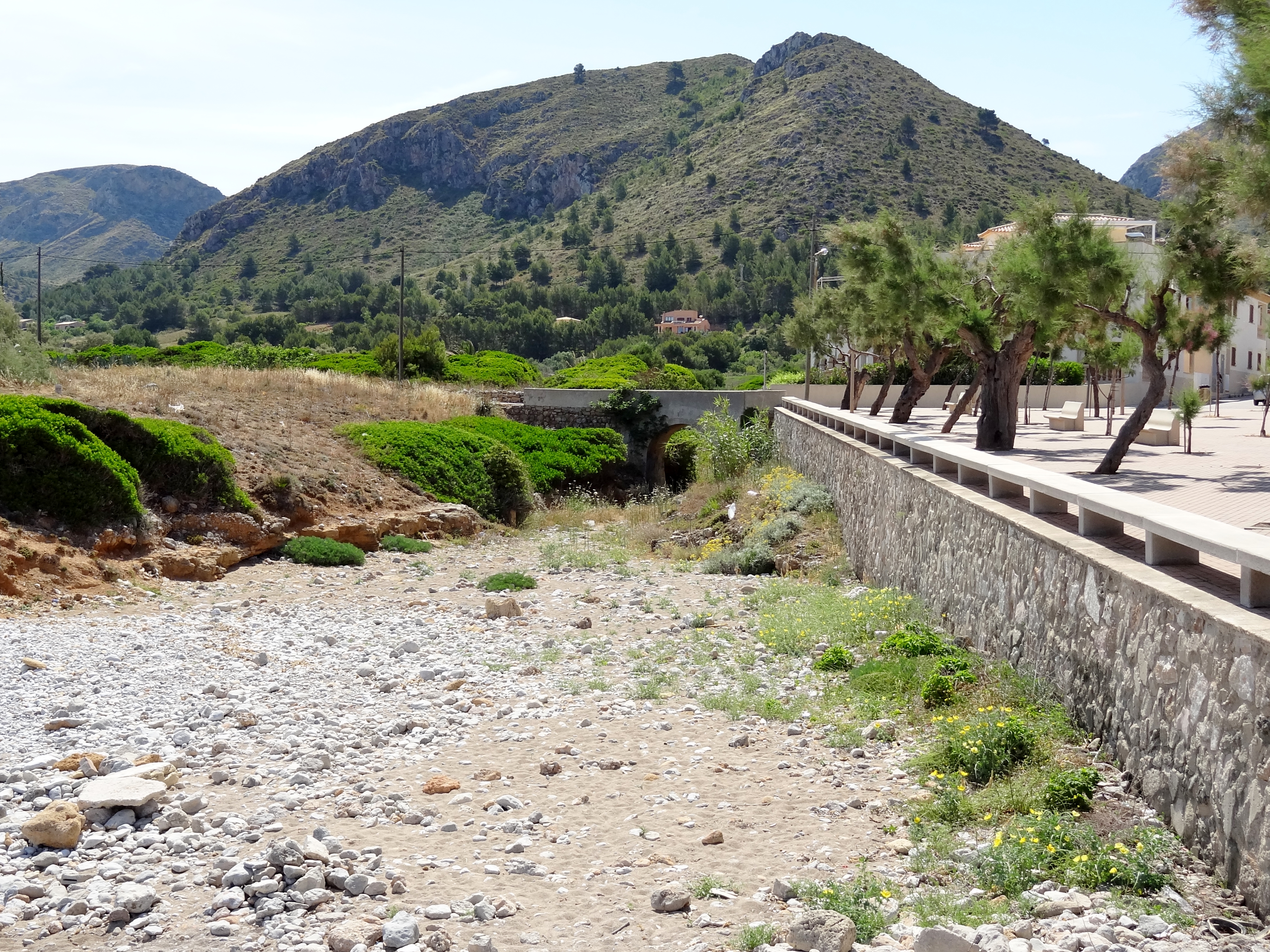
Brücke am Torrent de sa Font des Parral

Die Caló des Parral liegt an der Nordküste Mallorcas an der Badia d’Alcúdia (‚Bucht von Alcúdia‘), unmittelbar am nördlichen Rand der geschlossenen Bebauung des Ortes Colònia de Sant Pere, der wie die Caló des Parral zum Gemeindegebiet von Artà gehört. Hier mündet der Sturzbach Torrent de sa Font des Parral ins Mittelmeer, der im Bergland von Artà, einem Teil der Serres de Llevant, bei es Banc de s’Oli entspringt. Der Bachlauf führt nur nach starken Regenfällen Wasser. Unmittelbar vor der Mündung führt eine Straßenbrücke über den Torrent de sa Font des Parral. Die Straße verläuft von Colònia de Sant Pere entlang der Küste in Richtung Nordosten und endet an der Cala des Camps. Östlich der Caló des Parral schließt sich die größere Cala de s’Estret an.
Der Meereseinschnitt der Caló des Parral ist etwa 280 Meter breit. An der Südwestseite der Bucht wurde eine Stützmauer errichtet, um das höhere Niveau der Uferpromenade von Colònia de Sant Pere zur Meerseite hin abzusichern. Sie zieht sich entlang des Bachbettes landeinwärts bis zur Straßenbrücke über den Torrent de sa Font des Parral. Am Ortsrand neben der Brücke befindet sich ein Parkplatz. Die Südostseite der Caló des Parral ist unbebaut. Hier erstreckt sich der ungefähr 130 Meter lange und 10 Meter breite Kieselstrand, der im Westen einen Zugang von der Uferpromenade des Ortes besitzt. Im Wasser und an der Südwestseite des Strandes liegen mittelgroße Steine. Auf Grund seiner Beschaffenheit wird der Strand weniger besucht, als der 320 Meter entfernte Sandstrand innerhalb des Ortes Colònia de Sant Pere.

## Zugang
Von der Hauptstraße MA-12 zwischen Artà und Alcúdia zweigt die MA-3331 in Richtung Norden nach Colònia de Sant Pere ab. Von dieser führen Stichstraßen nach Nordwesten, eine direkt in das Zentrum des Ortes, die zweite hinter der Ortslage zur Cala de s’Estret. Folgt man letzterer, so erreicht man die Küstenstraße nach Cala des Camps, muss um nach Caló des Parral zu gelangen jedoch nach Westen Richtung Colònia de Sant Pere. Vor dem Ortseingang ist die kleine Bucht von der Brücke über den Torrent de sa Font des Parral zu sehen.